# Хај Фолс (Њујорк)
Хај Фолс (енгл. High Falls) насељено је место без административног статуса у америчкој савезној држави Њујорк.

## Демографија
По попису из 2010. године број становника је 627, што је 0 (0,0%) становника више него 2000. године.
| Група             | 2000.       | 2010.       |
| Белци             | 576 (91,9%) | 564 (90,0%) |
| Афроамериканци    | 17 (2,7%)   | 18 (2,9%)   |
| Азијати           | 2 (0,3%)    | 11 (1,8%)   |
| Хиспаноамериканци | 24 (3,8%)   | 23 (3,7%)   |
| Укупно            | 627         | 627         |